# Амери (певачица)
Амери Ми Мари Роџерс (енгл. Amerie Mi Marie Nicholson; Фичбург, 12. јануар 1980) је америчка кантауторка и глумица. Одрасла је у Вашингтону, а љубав према класичној музици стекла је од мајке Ми Сук Роџерс и од оца Чарлса Роџерса, а такође је од малих ногу учила плес и наступала на такмичењима за таленте.
Након завршетка средње школе, њена породица се настанила у Вирџинији, док је она похађала Џорџтаун Универзитет, на којем је касније дипломирала енглески језик и ликовне уметности. Док је живела у Вашингтону упознала је продуцента Рича Харисона и са њим почела да ради на демо песми, што ју је довело до издавачке куће Rise Entertainment и укључила се у рад са издавачком кућом Columbia Records.

## Биографија
Амери је рођена 12. јануара 1980. године у Фичбургу од мајке Јужнокорејанке Ми Сук и оца Афроамериканца Чарлса Роџера. Неколико месеци након што је Амери рођена, породица Роџерс се преселила у Јужнну Кореју, где је Амери живела три године. Њен отац је био главни официр америчке војске, па је породица Роџер живела на много различитих места укључујући Аљаску, Тексас, Вирџинију и Немачку. Има млађу сестру Ангелу, која се бави адвокатским послом.
Америе је своје родитеље описала као конзервативне, заштитничке, традиционалне хришћане. Одрастајући, њој и сестри је забрањено да излазе из куће или да користе телефон за време школских дана. Певачица се уписала на Џорџтаун Универзитет да студира књижевност и била је у морнаричком тренажном кампу, о којем је рекла : „Тата ме није присилио на то или слично.Придружила сам се да бих себи могла приуштити образовање”. Напустила је морнарички камп након друге године и дипломирала на универзитету одсецима енглески језик и ликовни дизајн. Током студирања, Амери се спријатељила са промотером клубова из Вашингтона, који ју је повезао са продуцентом Риком Харисоном. Током интервјуа за часопис Максик, Амери је истакла да је пристала да се састане са Ричом на јавној локацији, јер га пре тога није познавала. Упознали су се на Мекдоналдсовом паркингу, где јој је Рич пуштао своје нумере, а Амери је певала. Одмах након тога схватили су да треба да сарађују. 
Харисон, који је радио на албумима No More Drama и Mary певачице Мери Џеј Блајџ, почео је да снима демое са Амери. То је довело до њеног првог договора са издавачком кућом . Према Амери, она и Харисон су одмах пристали на уговор са издавачком кућом. У интервјуу за Хип онлајн, 2002. године Амери је истакла : „Из неког разлога смо имали врло посебну хемију. Када бисмо сарађивали, догодило би се нешто сјајно”.
Године 2004. Амери је почела да се забавља са својим менаџером ЛЏ Николсоном, 27. фебруара 2010. године званично су објавили да су верени. Пар се венчао 25. јуна 2011. године на церемонији у Ангвили. Дана 15. маја 2018. године она и Николсон су добили прво дете, сина.
Године 2003. Амери је била водитељка БЕТ тинејџерског шоуа The Center. Први глумачку улогу имала је тумачећи Миу Томпсон, студенткињу, заједно са Кејти Холмс у филму Прва ћерка. Године 2014. покренула је видео блог на Јутјубу под називом Books Beauty Ameriie у којем је истакла да је написала два романа, један за млађе, а други научно-фантастични.
Од почетка своје каријере, Америе је била активно укључена у креативни процес своје музике, примајући не само заслуге за писање, већ и за продукцију и инструментале. Њен глас окарактерисан је као сопран.

## Каријера

### 2001—2003: Први студијски албум
Амери је снимила сингл за хор, 2001. године под називом Rule, а отпевао га је Нас.  Сингл је заузео шездесет и седмо место на музичкој листи Хот ритам и блуз/Хип хоп синглови у Сједињеним Државама. Снимила је песму са репером из Детроита, Royce da 5'9, под називом Life. У јуну 2002. године објавила је деби сингл под називом Why Don't We Fall in Love и он је био на двадесет и трећем месту листе Билборд хот 100 и међу десет песама Ритам и блуз / Хип хоп денс листе. Песма је била урбани хит и међу двадесет најбољих у Аустралији и међу четрдесет најбољих у Великој Британији.
Амери је дебитански албум под називом All I Have објавила 30. јуна 2002. године и добила углавном позитивне критике од стране музичких критичара. Албум је био на деветом месту листе Билборд 200 и продат је у 89.000 примерака током прве недеље од објављивања. Албум је тада добио златни сертификат од стране Америчког удружења дискографских кућа. Како би промовисала албум, Амери је 2002. године кренула на турнеју заједно са Ашером и Насом. Албум је промовисала такође и на турнеју са репером Нелијем. Други и последњи сингл са албума био је Talkin' to Me и нашао се међу двадесет најбољих песама на листи Хот ритам и блуз / Хип хоп, као и међу четрдесет најбољих на листи Билборд хот 100.
Године 2003. Амери је освојила Музички награду Соул треин за најбољег ново извођача, а такође је била номинована за најбољи ритам и блуз / соул албум, за All I Have и за најбољи ритам и блуз соул сингл међу женама, за песму Why Don't We Fall In Love. Освојила је номинацију за БЕТ награду у категорији за најбољег женском ритам и блуз уметника и нимонацију за извандердног новог уметника. Амери је позамљивала свој вокал за песму Paradise,  LL Cool J-a, која се нашла на четрнаестом месту листе Хот ритам и блуз / Хип хоп. Била је представљена на песми Too Much for Me диск џокеја Кајслаја, а песма се нашла на његовом албуму  The Streetsweeper Vol. 1 из 2003. године. Амери се појавила на песми To My Mama музичара Бова Вова. Отпевала је песму When I Think Of You, која је послужила као саундтрек за филм Медена.

### 2004—2005: Други студијски албум
Амери је стекла још веће признање на пољу филма, када је имала улогу у филму Прва ћерка из 2004. године, а где је глумила са Кејти Холмс у режији Фореста Витакера. Такође 2004. године започела је рад на другим студијским албуму под називом Touch. Као и први албум, продукцију потписује њен пријатељ Рич Харисон. За разлику од првог албума, Амери је била коатор сваке песме, осим Come with Me, коју је написао Харисон.
У јануару 2005. године, Амери је објавила водећи сингл под називом 1 Thing. У Сједињеним Државама, сингл је био на осмом месту листе Билборд хот 100 и заузео прво место на листи Хот ритам и блуз / хип хоп песама. Америчко удружење дискографских кућа додели је Амери златни сертификат за сингл 1 Thing у јуну 2006. године. Песма је била међу пет најбољих у Великој Британији и постала најпродаванији сингл у континенталној Европи.
Албум Touch, Амери је објавила 26. априла 2005. године и он је био на петом месту листе Билборд 200, а продат је у 124.000 примерака током прве недеље од објављивања. Албуму је додељен златни сертификат од стране Америчког удружења дискографских кућа у августу 2005. године, а у Сједињеним Државама продат је у 406.000 примерака до јуна 2009. године.s certified gold by the RIAA in August 2005, Албумска песма Touch објављена је као други сингл и била на деведесет и петом месту листе Хот ритам и блуз / Хип хоп у САД, као и на двадесетом месту у Уједињеном Краљевству. Као трећи сингл, објављена је песма Talkin' About, једино за тржиште Сједињених Држава. У септембру 2005. године Амери је заједно са Фет Џоом извела песму I Don't Care, коју у оригиналу изводи Рики Мартин. Песма је била међу двадесет најбољих на неколико музичких листа у Европи и у Аустралији.
Успеси песама 1 Thing и Touch довели су до тога да Амери буде номинована за неколико награда. Албум Touch освојио је две номинације за Греми награду, 2006. године. Номинован је у категоријама најбоља женска ритам и блуз вокална изведна за песму 1 Thing и најбољи савремени ритам и блуз албум. 1 Thing је такође зарадила неколико награда и номинација : две номинације за МТВ Видео музичке награде у категорији најбољи женски видео и најбоља кореографија, као и четири номинације за награде Соул треин. На додели Вајб награда 2005. године, Амери је добила награду Клуб бенгер, због своје песме 1 Thing, која је више пута ремиксована. 1 Thing је био шести на Топ листи десет најпопуларнијих хип хоп / ритам и блуз песама двехиљадитих година.

### 2006—2010: трећи и четврти студијски албум
Године 2006. Амери се вратила у студио да би радила на свом трећем студијском албуму под називом Because I Love It. Ово је био њен први албум на којем није био ангажован њен дугогодишњи сарадник и пријатељ Рич Харисон. Навела је да је највећу инспирацију за овај албум имала музику из осамдесетих година. Take Control чији су продуценти Мајк Карен и Николсон, написала је Амери, а песма је била међу десет најбољих у Великој Британији средином 2007. године. I Love It објављен је 14. маја 2007. године у Европи, Азији и Аустралији, а досегао међу двадесет најбољих у Великој Британији. Други албумски сингл под називом Gotta Work нашао се на двадесет и првом месту листе у Великој Британији. Албуму је додељен сребрни сертификат од Британске фонографске индустрије.
Током 2007. године, о албуму Because I Love It писао је магазин Блендер, гд је био рангиран на дванаестом месту албума. Званични датум изласка албума је одложен неколико пута, а синглови Take Control и Gotta Work имали су малу промоцију. Ниједна албумска песма није стигла до листе Билборд хот 100. Амери је истакла да је имала потешкоћа са издавачком кућом Columbia records, у интервјуу који је дала 2007. године, надодећи да издавачка кућа не промовише њен трећи студијски албум.
У јуну 2008. године Амери је објавила да је потписала уговор са издавачком кућом Island Def Jam, што јој је омогућило да издаје музику под сопственом етикетом Feenix Rising.. У октобру 2008. године Columbia records објавила је компилацијски албум под називом Playlist: The Very Best of Amerie, а у марту 2009. године њен други компилацијски албум под називом Best 15 Things, једино за тржиште Јапана. Свој четврти албум под називом In Love & War описала је као спој хип хопа, соула и рока са елементима музике седамдесетих година и да он представља директо продужење њеног првог студијског албума All I Have. Албумски водећи сингл Why R U био је на педесет и петом месту листе Билборд хот ритам и блуз / Хип хоп у Сједињеним Државама. Песма Heard 'Em All на којој је гостовао репер Лил Вејн била је на осамдесет и првој позицији исте листе, међутим на корејским поп листама нашла се међу првих десет. Албум је био на четрдесет и шестом месту листе Билборд 200 и на трећем месту листе Топ ритам и блуз / хип хоп албума.

### 2011—данас: Независна издања
У јулу 2011. године објављено је да је Амери радила у свом студију на петом студијском албуму под називом Cymatika Vol. 1.. Истакла је да ће можда опет успоставити сарадњу са Харисноном, али је питање када и на који на чин. Истакла је да ће албум укључити гостовања многих музичара. Према Амери, албум ће истраживати слободу и нови светски поредак, а имала снажан утицај од тренс, електронске, хаус и музике новог таласа. Године 2012. најавила је мини ЛП под називом The Prelude. Амери је сингл What I Want објавила 2014. године, а касније премијерно и песму Mustang и тако најавила турнеју у Великој Британији за март 2015. године. У марту 2015. године сарађивала је са дугогодишњим пријатељем и продуцентом Риком Харисоном на синглу Out Loud. Промовисала је песму преко наступа уживо, Саундклауда и Јутјуба. У мају 2016. године појавила се у клубу Breakfast и најавила други неименовани ЕП.
Албум Drive првобитно је објављен на Саундклауду, где је имао више од 100.000 стримова за прва три дана, а часопис Rolling Stone прогласио га је једним од најбољих ритам и блуз албума у 2016. години. Амери је поред тога објавила натологијску књигу под називом Love to Hate Me, 2017. године. On October 17, 2018, Amerie posted on her Instagram a picture with the date "October 19" indicating new music coming. Након књиге, објавила је сингл под називом REDRUM. Уследили су ЕПови After 4AM и 4AM Mulholland.

## Филмографија
| Година | Титл       | Улога               | Напомена |
| ------ | ---------- | ------------------- | -------- |
| 2003.  | The Center | саму себе / хостеса |          |
| 2004.  | Прва ћерка | Миа Томпсон         |          |

## Награде и номинације
| Година | Награда                        | Рад                          | Категорија                                              | Резултат   |
| ------ | ------------------------------ | ---------------------------- | ------------------------------------------------------- | ---------- |
| 2003.  | NAACP награда                  | саму себе                    | Најбољи нови уметник                                    | Номинација |
| 2003.  | БЕТ награде                    | саму себе                    | Најбољи женски ритам и блуз уметник                     | Номинација |
| 2003.  | Билборд музичке награде        | саму себе                    | Најбољи нови ритам и блуз/хип хоп уметник               | Номинација |
| 2003.  | Билборд музичке награде        | саму себе                    | Најбољи женски ритам и блуз, хип-хоп уметник            | Номинација |
| 2003.  | Соул треин награда             | саму себе                    | Најбољи ритам и блуз/соул или реп нови уметник          | Освојено   |
| 2003.  | Соул треин награда             | All I Have                   | Најбољи ритам и блуз/соул албум међу уметницама         | Номинација |
| 2003.  | Соул треин награда             | Why Don't We Fall in Love    | Најбољи ритам и блуз или соул сингл међу уметницама     | Номинација |
| 2004.  | Блек рил награда               | Paradise (LL Cool J и Амери) | Награда за најбољи оригиналну песму                     | Номинација |
| 2005.  | МТВ Видео музичка награда      | 1 Thing                      | Највољи видео међу уметницама                           | Номинација |
| 2005.  | МТВ Видео музичка награда      | 1 Thing                      | Најбоља кореографија                                    | Номинација |
| 2005.  | Билборд музичке награде        | 1 Thing                      | Највољи саундтрек сингл                                 | Номинација |
| 2005.  | Награда по избору тинејџера    | саму себе                    | Најбоља нова уметница                                   | Номинација |
| 2005.  | Награда по избору тинејџера    | 1 Thing                      | Најбоља ритам и блуз/хип-хоп нумера                     | Номинација |
| 2005.  | БЕТ награда                    | 1 Thing                      | Видео године                                            | Номинација |
| 2005.  | БЕТ награда                    | саму себе                    | Најбоља ритам и блуз уметница                           | Номинација |
| 2005.  | Соул треин награда за даме     | саму себе                    | Награда Арета Френклин за забављача године              | Освојено   |
| 2005.  | Музичка телевизијска награда   | саму себе                    | Најбољи нови акт                                        | Номинација |
| 2005.  | МОБО награде                   | 1 Thing                      | Најбољи сингл                                           | Номинација |
| 2005.  | Вајб награде                   | 1 Thing                      | Клуб бенгер године                                      | Освојено   |
| 2006.  | Награда Греми                  | Touch                        | Најбољи савремени ритам и блуз албум                    | Номинација |
| 2006.  | Награда Греми                  | 1 Thing                      | Најбољи ритам и блуз вокални перформанс међу уметницама | Номинација |
| 2006.  | Награда Чојс по избору публике | 1 Thing                      | Омиљена песма из филма                                  | Номинација |
| 2006.  | МТВ Видео награде у Јапану     | 1 Thing                      | Најбољи видео из филма                                  | Номинација |
| 2007.  | МОБО награде                   | Take Control                 | Најбоља песма                                           | Номинација |
| 2007.  | Вирџин медија музичке награде  | саму себе                    | Најбоља уметница                                        | Номинација |
| 2009.  | Музичка награда Роберт         | саму себе                    | Најбољи ритам и блуз/соул уметник                       | Номинација |